# Theodor Olsson (spelman)
Theodor "Tedde" Emanuel Olsson Fiolspelman från Järvsö i Hälsingland, född 5 augusti 1909 i Sandviken son till valsverksarbetaren Robert Emanuel Olsson. Flyttade 1918 tillsammans med modern Hedvig och äldre brodern Anders till Vålsjö, Järvsö. Efter ett liv som en av sin tids mest framträdande hälsingespelmän avled han 24 april 1979 i Skärholmen, Stockholm.
I början av sin musikaliska karriär utgjorde Olsson tillsammans med brodern Anders en populär duo som uppträdde i radio under 1920-talets slut och senare på Skansen. Han flyttade i unga år till Stockholm där han fick fiollektioner av professor Julius Ruthström på Kungl. Musikaliska Akademien. 
Olsson representerade en virtuos folkmusiktradition som tidigare hade populariserats och vidareutvecklats av hälsingespelmän som Jon-Erik Öst, Jon-Erik Hall och Pelle Schenell. Tillsammans med Eric Öst och Ivan Ericson, också de hälsingespelmän i samma anda, fortsatte Olsson att sprida denna "Öst-, Hall- och Schenell-tradition" i Sverige genom engagemang som Skansenspelman, radioframträdanden och skivinspelningar. Eftersom andra spelmän och traditioner i Hälsingland därmed tenderade att överskuggas, kom bilden av landskapets folkmusik fram till 1960-talets slut att till stor del bli likställd med deras musik.
Förutom spelman var Olsson också kompositör och de mest kända låtarna är hambon "Hälsingetag" och polskan "Trollfars polska" . På äldre dagar komponerade han det symfoniska verket "Marsfjäll".

## Diskografi
- 1942 - Fiolen min av Jon-Erik Öst och Lif-Antes polska (urspr. Polonäs av Karl Michael von Esser) (med Theddes spelmanstrio) (78)
- 1949 - Lif-Anders polska efter Jon-Erik Hall och Dellens vågor efter Jon-Erik Hall, av Johan von Schwartz (med Eric Öst) (78)
- 1950 - Slipstenspolska efter Tulpans Anders Olsson och Delsbo Brudmarsch av Thore Härdelin (med Eric Öst) (78)
- 1959 – Svensk folkmusik - Hälsingland (från de två 78-varvarna med Erik Öst förutom "Delsbo" brudmarsch som ersatts av "Delsbovalsen" komp. av Pelle Schenell) (EP, senare återutgivet på CD som del i Spelmän från fem landskap av Caprice)
- 78-varvare och EP med duon Skansenpojkarna
- 1961 De fem Ranungspolskorna och Fiolen min av Jon-Erik Öst  (med Ivan Ericson) (EP)
- 1962 - I trollskog (innehåller Trollträtan av Wiktor Öst, Trollbäcken, I trollskog och Småtrollens gångtrall av Ols-David Olsson, Trollfars polska av Theodor Olsson och Trollberget av Manne Eriksson) (med Ivan Ericsons kvartett/Trollkvartetten:Ivan Ericson, Sven Englund, Theodor Ohlsson och Rune Björkman) (EP)
- EP-skivor med Eric Östs gammeldansorkester under 60-talet
- 1965 - Hälsingeliv (med Hälsingepojkarna)(LP)
- 1967 – Skansens spelmanslag (med Skansens spelmanslag: Eric Öst, Erik Klockar, Gösta Bäckström, Herbert Jernberg, Theodor Ohlson och Axel Myrman) (LP Odeon: PMES 540, från inspelningar gjorda 1954-1958)

## Filmografi
- 1947 - Folket i Simlångsdalen (kompositör, arrangör, spelman)
- 1953 - All jordens fröjd (musik)